# Sebastian Samuelsson
Sebastian Samuelsson (* 28. März 1997 in Katrineholm) ist ein schwedischer Biathlet. Er debütierte 2016 im Weltcup und gewann bei den Olympischen Winterspielen 2018 in Pyeongchang die Goldmedaille mit der Staffel sowie die Silbermedaille in der Verfolgung. Im Dezember 2020 siegte er erstmals in einem Einzelrennen im Weltcup, 2021/22 belegte er den dritten Rang in der Gesamtwertung der Serie. 2023 wurde Samuelsson Weltmeister im Massenstart, 2024 mit der Staffel.

## Karriere

### Anfänge (bis 2016)
Samuelsson begann als Kind im Sollefteå Skidor IF mit Skilanglauf und nahm 2011 zunächst parallel auch den Biathlonsport im I 21 IF auf. Er bestritt mehrere nationale Langlaufrennen im Nachwuchsbereich, bei denen er unter anderem einen vierten Platz bei den schwedischen Juniorenmeisterschaften 2015 im Freistil-Sprint belegte. Im Biathlon startete er im gleichen Jahr auf internationaler Ebene: Beim Europäischen Olympischen Winter-Jugendfestival gewann er im Sprint die Silber- und in der anschließenden Verfolgung die Goldmedaille, bei den Juniorenweltmeisterschaften erreichte er im Einzel den elften Platz. Der schwedische Verband zeichnete den 18-jährigen Samuelsson im März 2015 als Biathlet des Jahres (geschlechterübergreifend; im Original: „Årets skidskytt“) aus. Er trat damit die Nachfolge des zurückgetretenen Olympiasiegers Björn Ferry an. Sein Debüt im IBU-Cup gab Samuelsson Ende Januar 2016 in Ridnaun, wo er im Sprint als 43. zunächst die Punkteränge verpasste, sich aber für das Verfolgungsrennen qualifizierte, in dem er als 37. erste Punkte gewinnen konnte. Im gleichen Winter belegte er bei den Jugendweltmeisterschaften einen sechsten Rang im Sprint und einen fünften in der Verfolgung.

### Erste Weltcupeinsätze und Olympiamedaillen (2016 bis 2018)
Der schwedische Biathlon-Cheftrainer Wolfgang Pichler baute ab 2015 mit Blick auf die vier Jahre später stattfindenden Heimweltmeisterschaften – und als Folge der Rücktritte mehrerer führender Athleten – ein verjüngtes Weltcupteam auf. Ab der Saison 2016/17 zählte dazu auch der mittlerweile 19-jährige Samuelsson, der zuvor zwei nationale Titel im Sommerbiathlon gewonnen hatte. In seinen ersten sieben Einzel-Weltcuprennen erreichte er durchweg die Punkteränge der vorderen 40 (mit einem 13. Rang als bestem Ergebnis) und belegte am Ende des Winters den 43. Platz im Gesamtweltcup. Vom Biathlon-Weltverband IBU erhielt er als bestplatzierter Neuling des Jahres die Auszeichnung als Rookie of the Year.
In der folgenden Saison, deren Höhepunkt die Olympischen Winterspiele 2018 in Pyeongchang bildeten, war Samuelsson in keinem vorolympischen Einzel-Weltcuprennen unter den ersten 20 klassiert. Bei Olympia wurde er dann aber zunächst Vierzehnter im Sprint, traf in der Verfolgung 19 von 20 Scheiben und setzte sich auf der Schlussrunde gegen Benedikt Doll im Duell um den zweiten Rang hinter Martin Fourcade durch. Samuelssons Silbermedaille wurde medial wie auch der Olympiasieg seiner Mannschaftskollegin Hanna Öberg im Einzelrennen der Frauen als große Überraschung aufgenommen. Trainer Wolfgang Pichler begründete die Erfolge seiner Athleten damit, dass die Windbedingungen und das Streckenprofil in Pyeongchang denen im heimischen Östersund ähnelten. Auch im olympischen 20-Kilometer-Einzelwettkampf belegte Samuelsson mit dem vierten Rang ein vorderes Ergebnis und hatte mit einem Fehlschuss lediglich 15 Sekunden Rückstand auf den fehlerfrei gebliebenen drittplatzierten Dominik Landertinger. Zum Abschluss der Olympischen Spiele gewann die schwedische Männerstaffel die Goldmedaille. Samuelsson lief an dritter Position, übernahm die Staffel mit leichtem Rückstand von Peppe Femling und Jesper Nelin und übergab in etwa zeitgleich mit dem führenden Norweger Johannes Thingnes Bø auf Schlussläufer Fredrik Lindström, der sich gegen Emil Hegle Svendsen durchsetzte. In ähnlicher Konstellation – mit Martin Ponsiluoma an Femlings Stelle – hatte die schwedische Staffel wenige Wochen zuvor in Oberhof erstmals seit neun Jahren wieder ein Weltcuprennen gewonnen.

### Aufstieg in die Weltspitze (2018 bis 2022)

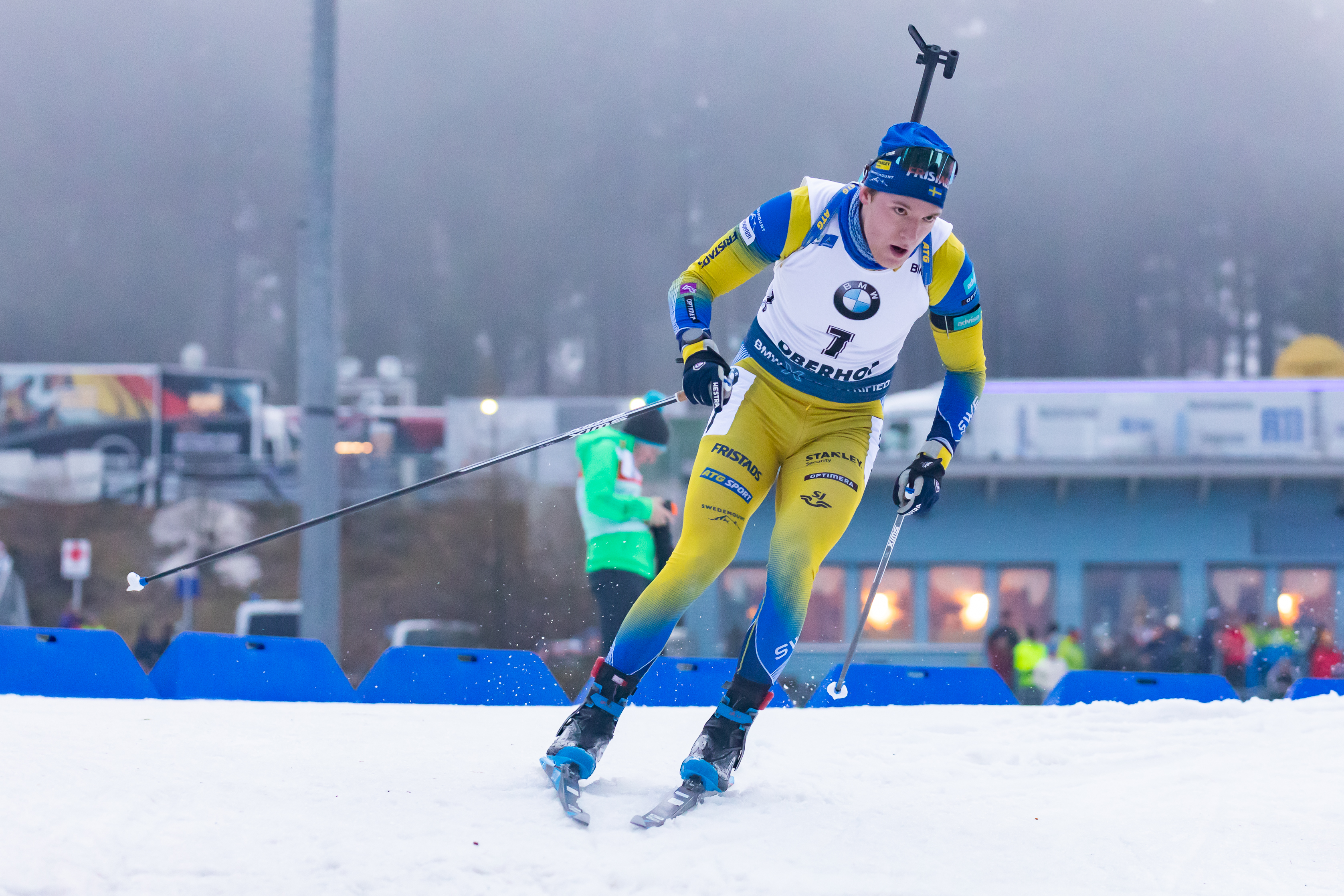
Samuelsson beim Weltcup in Oberhof im Januar 2020

In den Wintern 2018/19 und 2019/20 war Samuelsson mit einem 22. und einem 28. Rang in den jeweiligen Gesamtweltcupwertungen der beste Schwede, konnte sich aber nicht unter den absolut führenden Athleten festsetzen. Sein erstes Einzel-Podestergebnis im Weltcup (zu dem die olympischen Wettkämpfe nicht zählen) erzielte er im Januar 2019 im Sprint von Oberhof, in dem er mit allen zehn Schüssen traf und hinter Alexander Loginow und Johannes Thingnes Bø den dritten Rang belegte. In der Verfolgung einen Tag später schoss er acht Fehler und fiel auf den 39. Platz zurück. Bei den Weltmeisterschaften 2019 in Östersund wurde er im 20-Kilometer-Einzelrennen Vierter und fuhr damit das beste Einzelergebnis eines schwedischen Mannes ein. Gemeinsam mit Hanna Öberg, die im 15-Kilometer-Wettkampf der Frauen Weltmeisterin wurde, gewann er bei diesen Weltmeisterschaften zudem die Bronzemedaille in der Single-Mixed-Staffel. Samuelsson und Öberg bestritten 2019 noch eine weitere gemeinsame Single-Mixed-Staffel erfolgreich: Im November gewannen sie – ebenfalls in Östersund – den Weltcupauftakt vor Franziska Preuß und Erik Lesser. Für Samuelsson war das, nach einem weiteren Erfolg mit der Männerstaffel in Hochfilzen im Dezember 2018, der dritte Weltcupsieg. Zudem gewann er 2019 den EM-Titel mit der Mixed-Staffel um Emma Nilsson, Mona Brorsson und Martin Ponsiluoma.
2020/21 feierte Samuelsson zwei Staffelsiege, stand in insgesamt fünf Einzelwettkämpfen auf dem Podium und gewann mit der Verfolgung in Kontiolahti Anfang Dezember 2020 sein erstes Weltcuprennen. Dabei kam er – von Platz 18 aus startend – zusammen mit Johannes Thingnes Bø in Führung liegend zum letzten Schießen. Dort traf er eine Scheibe mehr als der Norweger und entschied den Wettkampf mit 15,8 Sekunden Vorsprung auf Fabien Claude für sich. Bei den Weltmeisterschaften 2021 auf der Pokljuka gewann Samuelsson in der Verfolgung nach einem Rennen ohne Fehlschuss hinter Émilien Jacquelin die Silbermedaille und holte zudem mit den drei Staffeln ein weiteres Mal Silber (als Schlussläufer des Männerquartetts um Peppe Femling, Jesper Nelin und Martin Ponsiluoma) sowie zweimal Bronze (in der Mixed- und der Single-Mixed-Staffel). Er beendete die Saison als Sechster des Gesamtweltcups und wies im Schießen eine durchschnittliche Trefferquote von 87 % auf, die deutlich über seinem bisherigen Bestwert von 83 % aus der Olympiasaison 2017/18 lag. Samuelsson führte die Verbesserung unter anderem auf die Zusammenarbeit mit dem neuen Schießtrainer Jean-Marc Chabloz zurück. Zudem habe er sein Training ausgebaut und gezielter gestaltet.
Im Winter 2021/22 belegte Samuelsson den dritten Rang in der Gesamtwertung des Weltcups hinter Quentin Fillon Maillet und Sturla Holm Lægreid. Er war damit der erste Schwede seit Mikael Löfgren – Gesamtweltcupsieger von 1992/93 –, der sich unter den ersten Drei in diesem Klassement platzierte. Samuelsson entschied zwei Weltcuprennen für sich: Zu Beginn der Saison gewann er jeweils vor heimischem Publikum in Östersund die beiden ersten Sprintwettkämpfe des Winters. Bei den Olympischen Winterspielen 2022 in Peking erreichte er als bestes Einzelergebnis einen fünften Rang im Sprint. Bei den Sommerbiathlon-Weltmeisterschaften im gleichen Jahr war der Schwede der erfolgreichste männliche Athlet. Wurde er im Supersprint noch äußerst knapp mit zwei Zehntelsekunden Rückstand auf den Deutschen Philipp Horn Zweiter, gewann er die beiden folgenden Wettbewerbe Sprint und Gala-Massenstart.

### Weltmeistertitel (seit 2022)

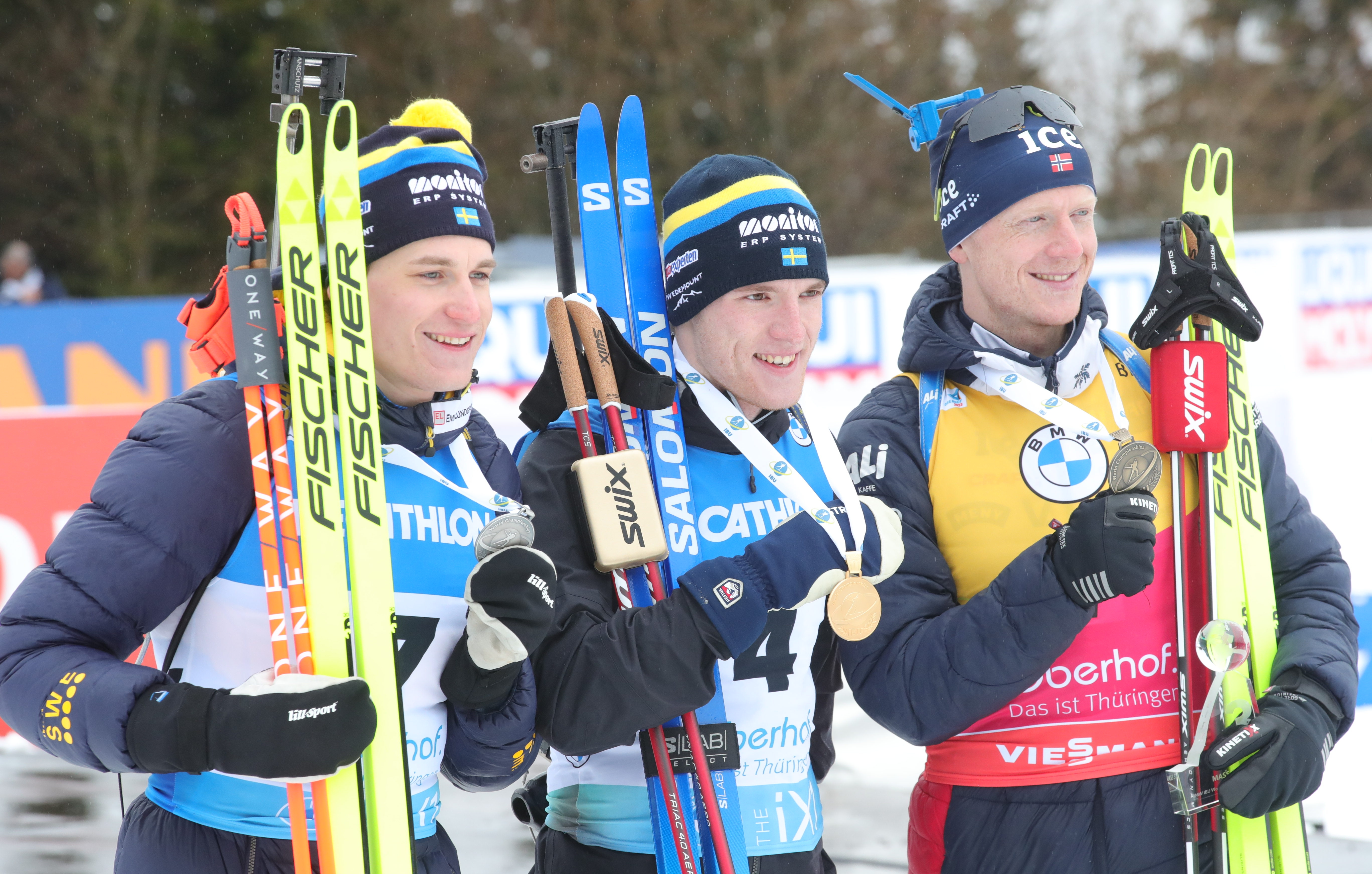
Samuelsson (Mitte, zwischen Martin Ponsiluoma und Johannes Thingnes Bø) mit der WM-Goldmedaille im Massenstart 2023

Während Samuelsson in der Weltcupsaison 2022/23 in keinem Einzelrennen auf das Podest lief und sich nach einer Erkrankung im Januar „ein ganzes Stück im Rückstand“ fühlte, zählte er bei den Weltmeisterschaften 2023 in Oberhof mit vier Medaillen zu den erfolgreichsten Sportlern: Er wurde Weltmeister im Massenstart und gewann Bronze in der Verfolgung, im Einzel sowie als Schlussläufer der Männerstaffel. Bei seinem Triumph in Massenstart traf Samuelsson mit allen 20 Schüssen und führte einen schwedischen Doppelsieg vor seinem Teamkollegen Martin Ponsiluoma an, den er auf der letzten Runde überholte. Nach dem Wettkampf sprach er davon, das bis dahin beste Rennen seiner Karriere gelaufen zu sein. Im März infizierte er sich beim Weltcup in Nové Město mit COVID-19 und trat deswegen nicht mehr zu den letzten Wettkämpfen des Winters in Östersund und Oslo an.
Im Winter 2023/24 gewann Samuelsson bei den Weltmeisterschaften 2024 in Nové Město seinen zweiten Weltmeistertitel: Als Schlussläufer der schwedischen Staffel um Viktor Brandt, Jesper Nelin und Martin Ponsiluoma kam er zum letzten Schießen mit einer Minute Rückstand auf das favorisierte norwegische Quartett. Während Vetle Sjåstad Christiansen als norwegischer Schlussläufer drei Strafrunden laufen musste, blieb Samuelsson stehend ohne Schießfehler und überquerte letztlich als Erster die Ziellinie. Die schwedischen Männer entschieden damit zum ersten Mal eine WM-Staffel für sich. Außerdem gewann Samuelsson in Nové Město Bronze mit der Mixed-Staffel. Im Weltcup feierte er beim Saisonauftakt in Östersund zwei Siege: gemeinsam mit Hanna Öberg in der Single-Mixed-Staffel sowie in der Verfolgung, wo er sich vor Philipp Nawrath durchsetzte. Als bestplatzierter Schwede erreichte er in der Gesamtweltcupwertung den neunten Rang.

## Persönliches und Einsatz gegen Doping
Samuelsson wuchs mit seinen Eltern und zwei jüngeren Geschwistern in Malmköping in der Provinz Södermanland auf, wo seine Eltern einen Bauernhof betrieben. 2006 zog die Familie auf einen anderen Hof ins nördlicher gelegene Sollefteå. Dort trat Samuelsson dem Sollefteå Skidor IF bei und begegnete als Kind seinen Vorbildern wie der Langläuferin Charlotte Kalla. Auf dem Gymnasium in Sollefteå besuchte er die gleiche Klasse wie Ebba Andersson, die im Skilanglauf ebenfalls 2018 eine Olympiamedaille in der Staffel gewann. 2017 zog Samuelsson nach Östersund.
Nach den Olympischen Winterspielen 2018 verzichtete Samuelsson auf die Teilnahme an den abschließenden Weltcuprennen im März 2018 im russischen Tjumen und begründete seinen Boykott damit, dass „Nationen ohne eine funktionierende Anti-Doping-Organisation keine Wettbewerbe auf internationaler Ebene veranstalten [sollten]“. Er folgte damit – unabhängig vom schwedischen Verband und als einziger Vertreter seines Landes – der Entscheidung der kanadischen, tschechischen und US-amerikanischen Mannschaft, die ihre Biathleten kollektiv zurückgezogen hatten. Samuelsson gab an, im Anschluss an seine Entscheidung Morddrohungen erhalten zu haben. Im Oktober 2018 nahm er mit weiteren Sportlern, Ministern und Vertretern von Anti-Doping-Agenturen an einem Gespräch über dopingfreien Sport im Weißen Haus teil.
2020 erhielt Samuelsson den vom Sportprogramm des öffentlich-rechtlichen schwedischen Fernsehens verliehenen Sportspegelpriset für seinen überzeugten Einsatz gegen Doping. Im Herbst 2019 hatte er die Welt-Anti-Doping-Agentur und ihren Vorsitzenden Craig Reedie scharf für ihren Umgang mit der russischen Anti-Doping-Agentur angegriffen. Reedie trage letztlich die Verantwortung für „den größten Dopingskandal aller Zeiten“ und symbolisiere als „78-jähriger weißer Mann“ vieles, was im modernen Sport falsch laufe. „Geld, Macht und ein luxuriöser Lebensstil“ sei den führenden Figuren wichtiger als der Sport selbst.

## Statistiken

### Weltcupsiege
| Nr. | Datum         | Ort         | Disziplin  |
| --- | ------------- | ----------- | ---------- |
| 1.  | 5. Dez. 2020  | Kontiolahti | Verfolgung |
| 2.  | 28. Nov. 2021 | Östersund   | Sprint     |
| 3.  | 2. Dez. 2021  | Östersund   | Sprint     |
| 4.  | 3. Dez. 2023  | Östersund   | Verfolgung |

| Nr. | Datum         | Ort                  | Disziplin              |
| --- | ------------- | -------------------- | ---------------------- |
| 1.  | 7. Jan. 2018  | Oberhof              | Staffel 1              |
| 2.  | 16. Dez. 2018 | Hochfilzen           | Staffel 2              |
| 3.  | 30. Nov. 2019 | Östersund            | Single-Mixed-Staffel 3 |
| 4.  | 13. Dez. 2020 | Hochfilzen           | Staffel 4              |
| 5.  | 14. März 2021 | Nové Město na Moravě | Single-Mixed-Staffel 5 |
| 6.  | 25. Nov. 2023 | Östersund            | Single-Mixed-Staffel 3 |
| 7.  | 30. Nov. 2024 | Kontiolahti          | Single-Mixed-Staffel 6 |

### Weltcupplatzierungen

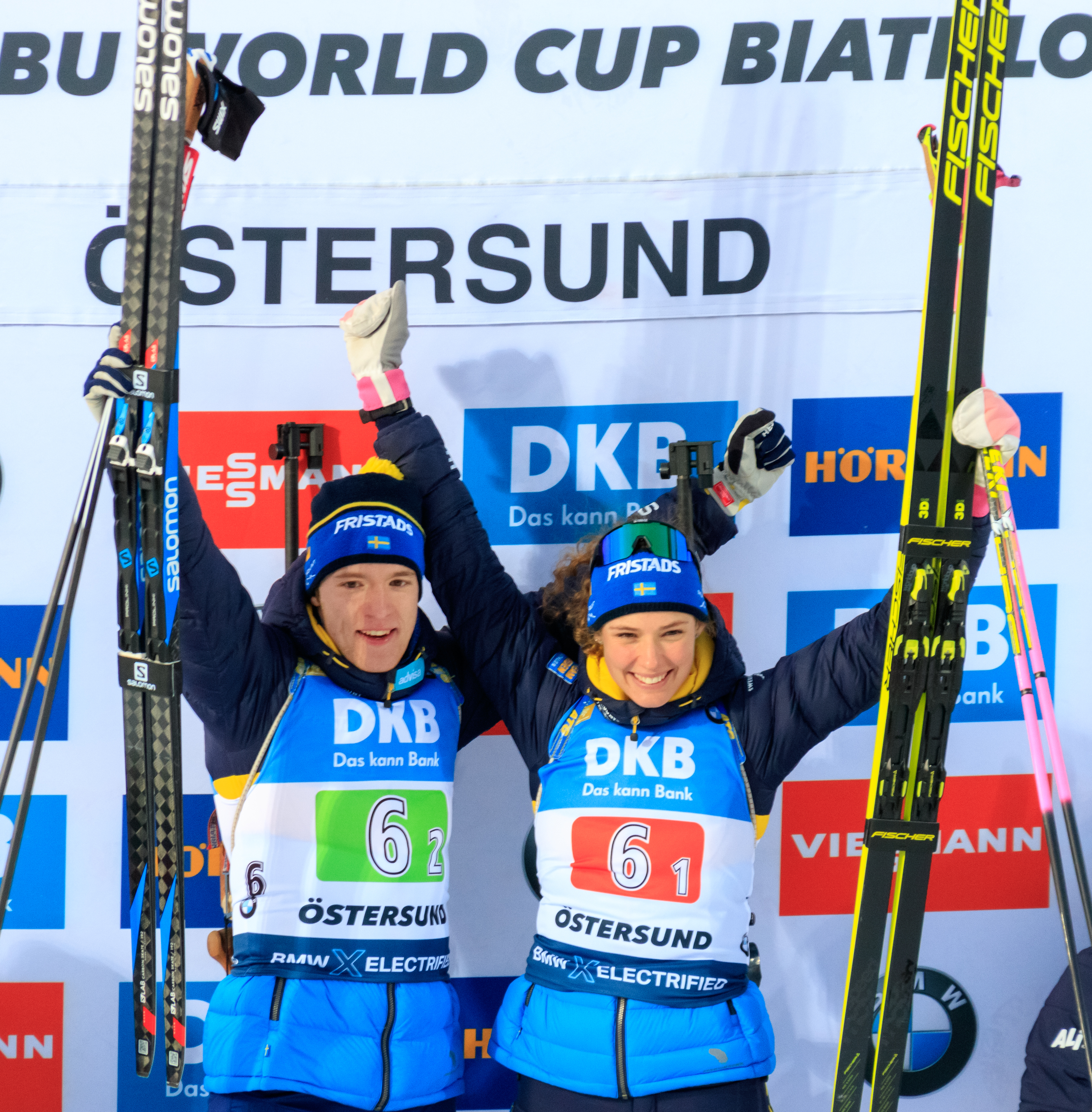
Samuelsson und Hanna Öberg nach dem Weltcupsieg in der Single-Mixed-Staffel in Östersund 2019

Die Tabelle zeigt alle Platzierungen (je nach Austragungsjahr einschließlich Olympische Spiele und Weltmeisterschaften).
- 1.–3. Platz: Anzahl der Podiumsplatzierungen
- Top 10: Anzahl der Platzierungen unter den ersten zehn (einschließlich Podium)
- Punkteränge: Anzahl der Platzierungen innerhalb der Punkteränge (einschließlich Podium und Top 10)
- Starts: Anzahl gelaufener Rennen in der jeweiligen Disziplin
- Staffel: inklusive Mixed- und Single-Mixed-Staffeln

| Platzierung               | Einzel | Sprint | Verfolgung | Massenstart | Staffel | Gesamt |
| ------------------------- | ------ | ------ | ---------- | ----------- | ------- | ------ |
| 1. Platz                  |        | 2      | 2          |             | 6       | 10     |
| 2. Platz                  |        | 3      | 4          |             | 8       | 15     |
| 3. Platz                  |        | 3      | 1          |             | 4       | 8      |
| Top 10                    | 6      | 20     | 20         | 5           | 49      | 100    |
| Punkteränge               | 13     | 53     | 46         | 20          | 55      | 187    |
| Starts                    | 16     | 60     | 49         | 20          | 56      | 201    |
| Stand: Saisonende 2023/24 |        |        |            |             |         |        |

### Biathlon-Weltmeisterschaften
Ergebnisse bei Weltmeisterschaften:
| Weltmeisterschaften | Weltmeisterschaften | Einzelwettbewerbe | Einzelwettbewerbe | Einzelwettbewerbe | Einzelwettbewerbe | Staffelwettbewerbe | Staffelwettbewerbe | Staffelwettbewerbe |
| Jahr                | Ort                 | Sprint            | Verfolgung        | Einzel            | Massenstart       | Herrenstaffel      | Mixedstaffel       | S.-M.-Staffel      |
| ------------------- | ------------------- | ----------------- | ----------------- | ----------------- | ----------------- | ------------------ | ------------------ | ------------------ |
| 2017                | Hochfilzen          | 76.               | –                 | 52.               | –                 | 11.                | –                  |                    |
| 2019                | Östersund           | 29.               | 16.               | 4.                | 26.               | 7.                 | 5.                 | 3.                 |
| 2020                | Antholz             | 11.               | 19.               | 10.               | 27.               | 10.                | 11.                | 4.                 |
| 2021                | Pokljuka            | 8.                | 2.                | 25.               | 10.               | 2.                 | 3.                 | 3.                 |
| 2023                | Oberhof             | 11.               | 3.                | 3.                | 1.                | 3.                 | 9.                 | 4.                 |
| 2024                | Nové Město          | 5.                | 6.                | 7.                | 23.               | 1.                 | 3.                 | 4.                 |

### Olympische Winterspiele
Ergebnisse bei Olympischen Winterspielen:
|                                             | Einzelwettbewerbe | Einzelwettbewerbe | Einzelwettbewerbe | Einzelwettbewerbe | Staffelwettbewerbe | Staffelwettbewerbe |
| Sprint                                      | Verfolgung        | Einzel            | Massenstart       | Herrenstaffel     | Mixedstaffel       |                    |
| ------------------------------------------- | ----------------- | ----------------- | ----------------- | ----------------- | ------------------ | ------------------ |
| Olympische Winterspiele 2018 \| Pyeongchang | 14.               | 2.                | 4.                | 23.               | 1.                 | –                  |
| Olympische Winterspiele 2022 \| Peking      | 5.                | 8.                | 30.               | 11.               | 5.                 | 4.                 |